# Der Wald in mir
Der Wald in mir ist ein deutscher Spielfilm von Sebastian Fritzsch aus dem Jahr 2024. Der Film wurde am 25. Januar beim Filmfestival Max Ophüls Preis 2024 in der Sektion Bester Spielfilm uraufgeführt. Der Wald in mir soll am 10. April 2025 in die deutschen Kinos kommen.

## Handlung
Der Student Jan versteht sich mit Tieren besser als mit Menschen. Dem schüchternen jungen Mann haben es vor allem Schlangen angetan, von denen er einige zu Hause hält. Als er an seiner Universität die radikale Tierschützerin und Umweltaktivistin Alice kennenlernt, verlieben sich die beiden ineinander. Jans Leben beginnt sich daraufhin schlagartig zu verändern. Er wird von seinen intensiven Gefühlen und dem sozialen Leben mit Alice überwältigt. Fortan beginnt sich seine Wahrnehmung zu verzerren. Jan hat das Gefühl, aktiv gegen verschiedene Bedrohungen vorgehen zu müssen. Obwohl Alice ihn unterstützt, verliert er sich in seiner Liebe zu ihr und seinem Wahn.

## Hintergrund
Der Wald in mir ist der zweite Spielfilm des Fotografen, Künstlers, Drehbuchautors und Regisseurs Sebastian Fritzsch. Er inszenierte nach einem Drehbuch von Marcus Seibert. Die Hauptrollen von Jan und Alice wurden mit den Darstellern Leonard Scheicher und Lia von Blarer besetzt.
Die Dreharbeiten fanden von Mitte November bis Dezember 2022 in Niedersachsen und Nordrhein-Westfalen statt. Als Kameramann fungierte Bernhard Keller. Für Schnitt und Musik zeichneten Christian Krämer beziehungsweise Gregor Schwellenbach verantwortlich.
Produziert wurde Der Wald in mir von Jörg Siepmann und Harry Flöter. Am Projekt waren finanziell der WDR sowie die Film- und Medienstiftung NRW und Nordmedia beteiligt.

## Auszeichnungen und Nominierungen
- 2024: Filmfestival Max Ophüls Preis – Nominierung für den Max Ophüls Preis in der Kategorie Bester Spielfilm für Sebastian Fritzsch